# Marcell Dareus
(en) Statistiques sur pro-football-reference
Marcell Dareus, né le 13 mars 1990 à Birmingham dans l'Alabama, est un joueur américain de football américain évoluant au poste de defensive end.

## Biographie

### Carrière universitaire
Étudiant à l'université de l'Alabama, il joua pour les Crimson Tide de l'Alabama de 2008 à 2010.

### Carrière professionnelle
Il est choisi lors de la draft 2011 de la NFL à la 3e place par les Bills de Buffalo.